# Shangdian
Shangdian (kinesiska: 尚店乡, 尚店) är en socken i Kina. Den ligger i provinsen Shandong, i den östra delen av landet, omkring 120 kilometer väster om provinshuvudstaden Jinan.
Genomsnittlig årsnederbörd är 687 millimeter. Den regnigaste månaden är juli, med i genomsnitt 248 mm nederbörd, och den torraste är januari, med 4 mm nederbörd.